# Lupin - Trappola mortale
Lupin - Trappola mortale (ルパン三世 DEAD OR ALIVE?, Rupan Sansei: DEAD OR ALIVE) è un film d'animazione del 1996 diretto da Monkey Punch.
Si tratta del sesto film d'animazione giapponese con protagonista Lupin III, il celebre ladro creato da Monkey Punch ed anche l'ultimo film di Lupin III uscito al cinema, prima del suo ritorno, quasi vent'anni dopo, con Lupin Terzo vs Detective Conan del 2013.
Uscito nelle sale cinematografiche giapponesi il 20 aprile, il film utilizza uno stile grafico molto vicino a quello del manga. Fu seguito pochi mesi dopo dallo special Lupin III - Il segreto del Diamante Penombra, andato in onda nello stesso anno, il 2 agosto.
In Italia, il film venne trasmesso per la prima volta il 16 maggio 2000 su Italia 1. In seguito fu distribuito in home video coi titoli Lupin III - Trappola mortale, Lupin the 3rd: The Movie - Dead or Alive e Lupin III: Dead or Alive - Trappola mortale.

## Trama
Dopo aver salvato alcuni uomini rinchiusi in una prigione, il cui direttore aveva il sadico passatempo di dare la caccia ai detenuti cui permetteva di tentare la fuga, Lupin si reca in un piccolo Paese del Sud Est asiatico, Zufu, per mettere le mani sul tesoro della famiglia reale, da poco spodestata da un colpo di Stato guidato dallo spietato e sinistro generale Cacciateste.
Il tesoro in questione si trova però su un'isola resa inespugnabile da un sofisticato sistema cibernetico che aggredisce e uccide chiunque tenti di avvicinarsi alla cassaforte. L'unica persona in grado di rendere inoffensivo il sistema di sicurezza è il principe Pannish, che però risulta morto durante il golpe.

## Colonna sonora
La colonna sonora del film è stata composta da Yūji Ōno e Takayuki Negishi.
- Lupin the 3rd - Dead or Alive - Original Soundtrack (VAP 01/07/96 VPCG-84605)
  1. Rupan Sansei no Theme '96
  2. Opening
  3. Secret of the Drifting Island
  4. Escape and Escape
  5. The Man Called "The Headhunter General"
  6. Soldier Fujiko's Appearance!
  7. Secret Police Crisis
  8. Advertising Ballon Begins the Plan
  9. Beautiful, Mysterious Princess Emrra!
  10. Emera Gets It!
  11. Cornered Lupin
  12. Beautiful, Dangerous Oleander
  13. Hard Fighting Man Zenigata!
  14. Late Night on the Streets of Zufu
  15. Side Street of Yabaize
  16. Ole's Fate Sways
  17. Dictator's Evil Influence Falls on Oleander?
  18. Resistance Punishing
  19. Pay Attention to the Nano Machine!
  20. Who Wins!? Lupin and the General
  21. Golden Battle
  22. Sweet Trap Damage (Media Use)

## Distribuzione

### Edizione italiana
Il doppiaggio italiano fu eseguito dalla Edit e diretto da Roberto Del Giudice su dialoghi di Antonella Damigelli. Esso presenta rispetto all'edizione originale, dove c'era del silenzio, in due punti del film una BGM tratta dallo special Il segreto del Diamante Penombra. L'edizione italiana presentò dei tagli: vennero omesse le scene in cui Oleandro cammina per i quartieri di Zufu e viene aggredita da due malintenzionati, la scena in cui Crisis tortura Oleandro e Cacciateste decapita un soldato e quasi tutta la fuga dall'isola misteriosa dopo lo scontro finale.

### Edizioni home video
Il film è stato distribuito in VHS sia da Medusa Video, col titolo "Trappola mortale", che da Dynit, col titolo "Dead or Alive".
Nel 2004 il film è stato edito in DVD da Dynit col titolo "Dead or Alive" e ristampato in seguito da Yamato Video come "Dead or Alive: Trappola mortale". Per le edicole è uscito con De Agostini e il 16 dicembre 2011 con La Gazzetta dello Sport, in entrambe le versioni col titolo "Dead or Alive: Trappola mortale".
In Giappone il film è stato restaurato in alta definizione e venduto in Blu-ray Disc a partire dal 15 settembre 2010.